# Salamanca Club de Fútbol UDS
El Salamanca Club de Fútbol UDS és un club professional de futbol espanyol, pertanyent a la ciutat de Salamanca (Espanya).
El Club de Futbol Salmantino va ser creat en 2013, quan va desaparèixer la Unión Deportiva Salamanca. Juga amb els històrics colors blanc-i-negres que caracteritzen el futbol salmantí, i els seus partits es disputen a l'Estadi Helmántico.
Actualment milita en Segunda RFEF (quarta categoria del futbol espanyol).

## Història

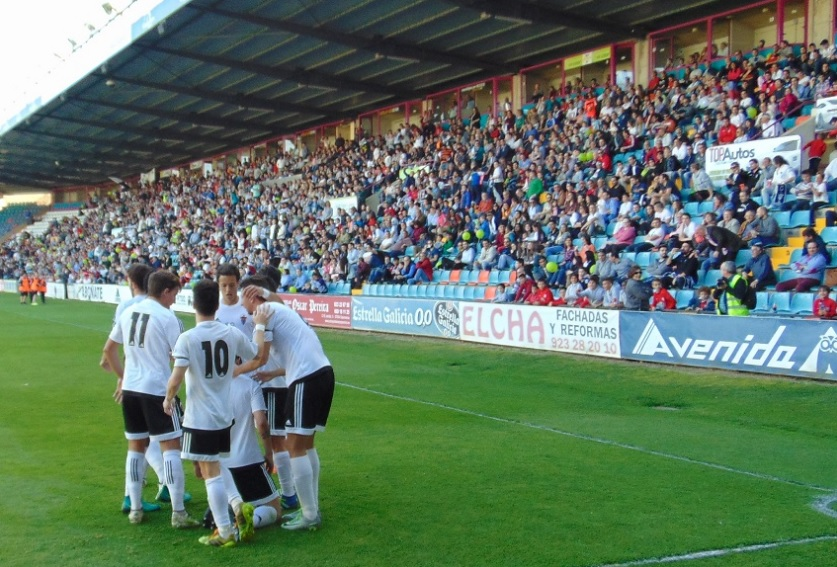
CF Salmantino el 2017.

### Fundació (2013)
El 18 juny 2013 desapareixen la Unión Deportiva Salamanca i la Fundación UDS, encarregada de gestionar tot el futbol base de la Unión Deportiva Salamanca, incloent-hi l'antic Salmantino.
Durant l'estiu de 2013, els dirigents del CD Salmantino creen el Club Deportivo Club de Futbol Salmantino, al qual la Unión Deportiva Salamanca cedeix tots els drets competitius, esportius i federatius de la Fundació UDS, així com els equips de categories inferiors. Així, durant dues temporades competeix a la plaça que corresponia al CD Salmantino prèviament a la desaparició de l'entramat empresarial i esportiu de la UD Salamanca.
No obstant això, ja que l'actual Salmantino és, a efectes legals, un equip "de nova creació" (en virtut d'un acte de l'Audiència Nacional), en finalitzar la temporada 2014-15 la Reial Federació Espanyola de Futbol descendeix a tots els equips del Salmantino a la categoria més baixa de les seves respectives edats, havent de començar el primer equip la temporada 2015-16 des Provincial.
La temporada 2015-16 el CF Salmantino aconsegueix l'ascens a la categoria Regional.
El 23 d'abril de 2017, a cinc partits per al final de temporada i després d'haver-hi cursat un any esportiu quasi perfecte, el CF Salmantino aconseguia l'ascens matemàtic a Tercera Divisió, retornant així a la categoria nacional dos anys després del descens administratiu.
El 24 de juny de 2018 el Salamanca UDS feia efectiu el seu ascens a Segona Divisió B després de guanyar la seva eliminatòria contra el Sociedad Deportiva Compostela per 2-1 en el còmput global.

### Patrimoni de la Unió Esportiva Salamanca i canvi de denominació
El 10 de maig de 2017, es feia oficial la compra de diversos béns de la Unió Esportiva Salamanca (prèvia autorització judicial emesa dos dies abans) pel CF De Salamanca per un preu de 152.008 €. Els béns adquirits van ser la boutique, marca, escut, himne, trofeus i documentació històrica de la UNITS. Per culminar l'adquisició i reunió dels símbols, el dia 12 de juliol del mateix any, el Club va publicar un comunicat anunciant que en la temporada 2017-18 passaria a dir-se  'CF de Salamanca UDS', afegint les sigles UDS a la denominació en honor la Unió Esportiva Salamanca.
El president del club va anunciar que el Salamanca podria adoptar aquests símbols per al seu ús esportiu i corporatiu en un futur si així ho decidissin els abonats. Aquest ús, com va anunciar el juny de 2017, podria fer-te efectiu en la temporada 2018-19. Això, però, està en dubte, ja que aquestes marques podrien haver "caducat", tal com va expressar en el seu dia l'Oficina de Propietat Intel·lectual de la Unió Europea i com han d'aclarir els tribunals.

## Estadi
El CF Salmantino juga a l'Estadi Helmántico, amb capacitat per a 17.341 espectadors. Després de la desaparició de la Unión Deportiva Salamanca, en el procés de liquidació concursal, l'Estadi Helmántico surt a subhasta, i finalment s'escriptura a favor de Desenvolupaments Empresarials Esportius SL, dirigida per l'empresari mexicà Miguel Alejandro Miranda, el qual comparteix amb el Salmantino el projecte esportiu i li cedeix l'ús de l'estadi.